# Miss Minas Gerais
Miss Minas Gerais (ou Miss Universo Minas Gerais), é a etapa estadual mineira para o concurso de Miss Brasil, único caminho que leva à disputa de Miss Universo. Um dos mais tradicionais, o certame é realizado desde 1955 e já obteve nove (9) vitórias na disputa nacional, tendo como sua última campeã a Miss Brasil 2019, Júlia Horta de Juiz de Fora. A atual vencedora é a representante de Varjão de Minas Laíssa Ferreira de Sousa; a seleção das candidatas, bem como a cerimônia de coroação é realizada por uma equipe local sob o comando de Tião Costa.

## Histórico

### Performance
Abaixo a performance das mineiras no Miss Brasil:
| Posição       | Performance |
| ------------- | ----------- |
| Miss Brasil   | 9           |
| 2º. Lugar     | 6           |
| 3º. Lugar     | 9           |
| 4º. Lugar     | 3           |
| 5º. Lugar     | 6           |
| Finalista     | 1           |
| Semifinalista | 22          |
| Total         | 56          |

### Prêmios
- Miss Simpatia: Vânia Gotlib (1959) e Virgínia Barbosa (1966)

- Melhor Traje Típico: Rayanne Morais (2009) e Débora Lyra (2010)

- Miss Voto Popular: Rayanne Morais (2009), Stéfhanie Zanelli (2015) e Júlia Horta (2019)

### Edições
- Miss Minas Gerais 2012

- Miss Minas Gerais 2013

- Miss Minas Gerais 2014

- Miss Minas Gerais 2015

- Miss Minas Gerais 2016

- Miss Minas Gerais 2017

- Miss Minas Gerais 2018

- Miss Minas Gerais 2019

### Coordenações
- de 1999 a 2010: José Alonso Dias (Empresário). [2]

- de 2011 a 2014: Organização Miss Brasil (com apoio da Band Minas).

- de 2015 a 2019: Organização Miss Brasil "BE Emotion". [3]

- em 2021: Leandro Nunes (Empresário).

- em 2022: Márcio Bonfim (Promotor de eventos).

- em 2023: Diley Almeida (Promotor de eventos).

- desde 2024: Sebastião "Tião" Costa (Promotor de eventos).

### Galeria das Vencedoras

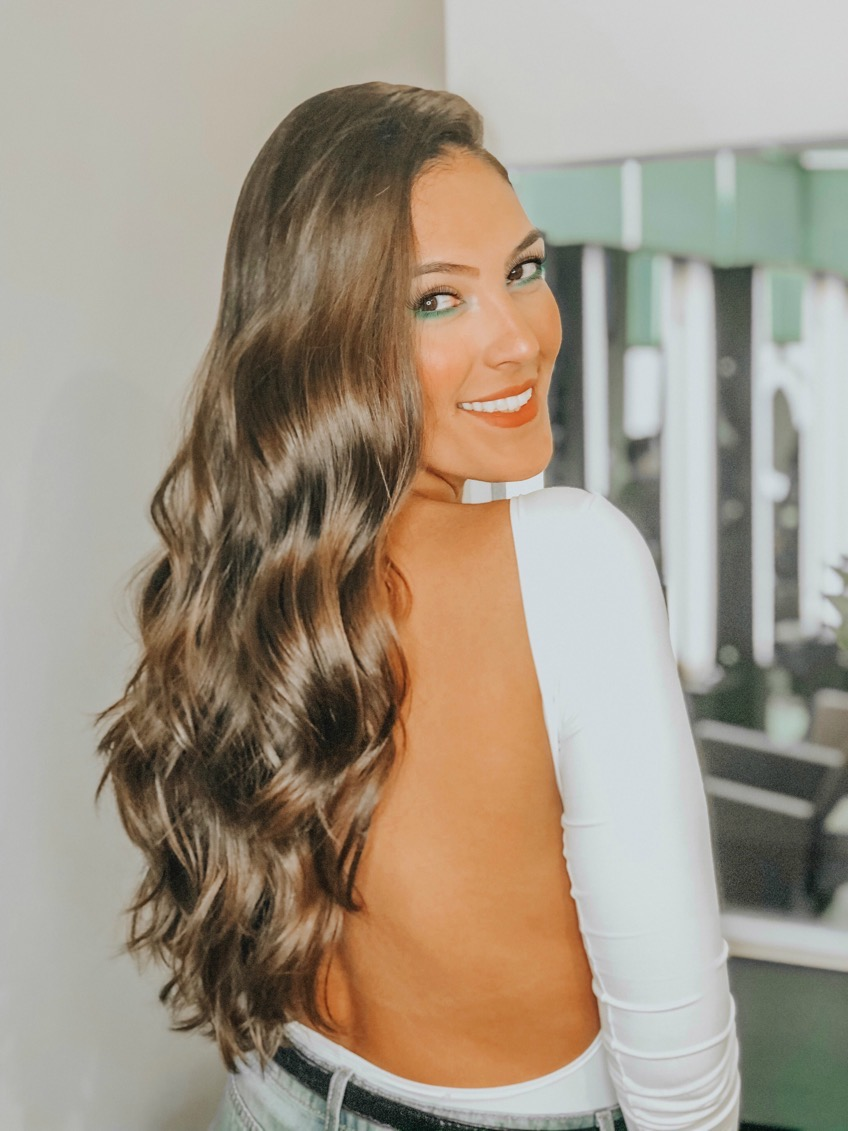
Miss Minas Gerais 2012: Thiessa Sickert, Uberaba.
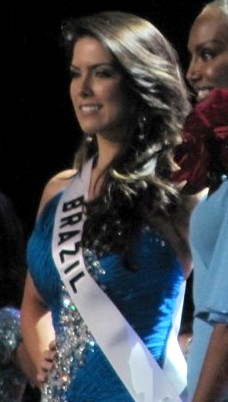
Miss Minas Gerais 2010: Débora Lyra, Divinópolis.
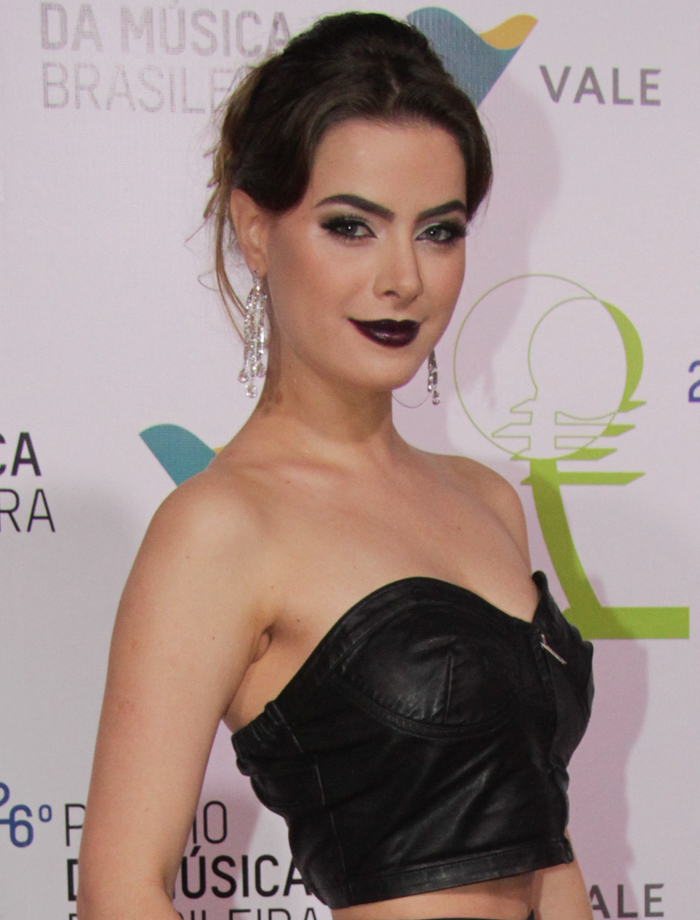
Miss Minas Gerais 2009: Rayanne Morais, Divinópolis.
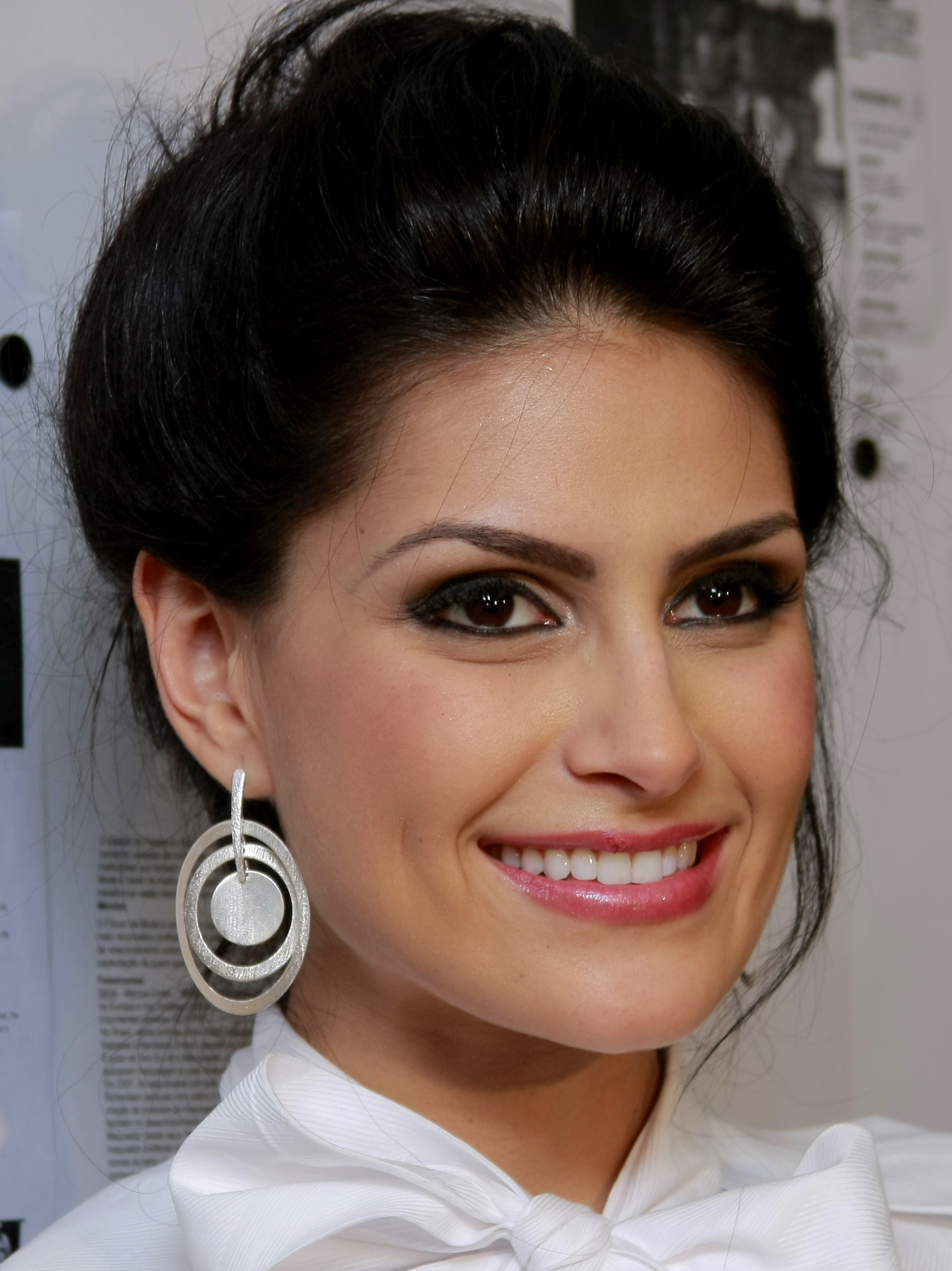
Miss Minas Gerais 2007: Natália Guimarães, Belo Horizonte.
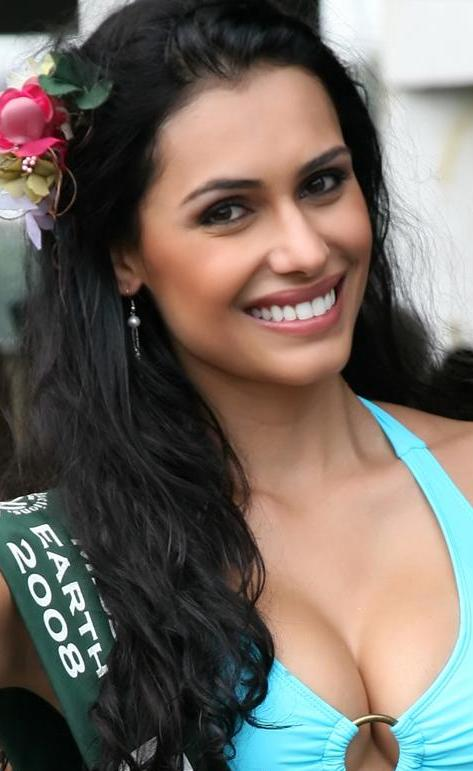
Miss Minas Gerais 2005: Tatiane Alves, Conselheiro Lafaiete.
Miss Minas Gerais 1983: Marisa Coelho, Manhumirim.

## Vencedoras
- A candidata tornou-se Miss Brasil.
- A Miss Minas Gerais renunciou ao título.

| Ano  | Part                                                    | Representante                                           | Cidade                                                  | Colocação                                               | Miss Universo                                           | R                                                       |
| ---- | ------------------------------------------------------- | ------------------------------------------------------- | ------------------------------------------------------- | ------------------------------------------------------- | ------------------------------------------------------- | ------------------------------------------------------- |
| 2026 | 68ª                                                     | Laíssa Ferreira                                         | Varjão de Minas                                         | TBD                                                     |                                                         | [ 4 ]                                                   |
| 2025 | 67ª                                                     | Victória Weitzel                                        | Uberaba                                                 | Semifinalista (Top 14)                                  |                                                         | [ 5 ]                                                   |
| 2024 | 66ª                                                     | Tatiana Gonçalves                                       | Patos de Minas                                          | Finalista (Top 07)                                      |                                                         | [ 6 ]                                                   |
| 2024 |                                                         | Daniela Oliveira                                        | Juiz de Fora                                            | Não disputou. Renunciou.                                |                                                         | [ 7 ]                                                   |
| 2023 | 65ª                                                     | Isadora Lúcia Souza                                     | Ouro Preto                                              |                                                         |                                                         | [ 8 ]                                                   |
| 2022 | 64ª                                                     | Isadora Murta Valente                                   | Contagem                                                | 3°. Lugar                                               |                                                         | [ 9 ]                                                   |
| 2021 | 63ª                                                     | Isadora Murta Valente                                   | Contagem                                                | Semifinalista (Top 10)                                  |                                                         | [ 10 ]                                                  |
| 2020 | A Miss Brasil foi indicada, portanto não houve disputa. | A Miss Brasil foi indicada, portanto não houve disputa. | A Miss Brasil foi indicada, portanto não houve disputa. | A Miss Brasil foi indicada, portanto não houve disputa. | A Miss Brasil foi indicada, portanto não houve disputa. | A Miss Brasil foi indicada, portanto não houve disputa. |
| 2019 | 62ª                                                     | Júlia Horta                                             | Juiz de Fora                                            | MISS BRASIL 2019                                        | Semifinalista (Top 20)                                  | [ 11 ]                                                  |
| 2018 | 61ª                                                     | Elís Miele                                              | Ipatinga                                                | Semifinalista (Top 15)                                  |                                                         | [ 12 ]                                                  |
| 2017 | 60ª                                                     | Jéssica Porto                                           | Ituiutaba                                               |                                                         |                                                         | [ 13 ]                                                  |
| 2016 | 59ª                                                     | Paloma Marques                                          | Senador Firmino                                         | Semifinalista (Top 10)                                  |                                                         | [ 14 ]                                                  |
| 2015 | 58ª                                                     | Stéfhanie Zanelli                                       | Ubá                                                     | Semifinalista (Top 10)                                  |                                                         | [ 15 ]                                                  |
| 2014 | 57ª                                                     | Karen Porfiro                                           | Timóteo                                                 |                                                         |                                                         | [ 16 ]                                                  |
| 2013 | 56ª                                                     | Janaína Barcelos                                        | Betim                                                   | 2º. Lugar                                               |                                                         | [ 17 ]                                                  |
| 2012 | 55ª                                                     | Thiessa Sickert                                         | Uberaba                                                 | 3º. Lugar                                               |                                                         | [ 18 ]                                                  |
| 2011 | 54ª                                                     | Izabela Drumond                                         | Belo Horizonte                                          | Semifinalista (Top 15)                                  |                                                         | [ 19 ]                                                  |
| 2010 | 53ª                                                     | Débora Lyra                                             | Divinópolis                                             | MISS BRASIL 2010                                        | (Não obteve classificação)                              | [ 20 ]                                                  |
| 2009 | 52ª                                                     | Rayanne Morais                                          | Divinópolis                                             | 2º. Lugar                                               |                                                         | [ 21 ]                                                  |
| 2008 | 51ª                                                     | Marina de Oliveira Marques                              | Nova Lima                                               | 5º. Lugar                                               |                                                         | [ 22 ]                                                  |
| 2007 | 50ª                                                     | Natália Aparecida Guimarães                             | Belo Horizonte                                          | MISS BRASIL 2007                                        | 2º. Lugar                                               | [ 23 ]                                                  |
| 2006 | 49ª                                                     | Marcela de Almeida Carvalho                             | Ervália                                                 | Semifinalista (Top 10)                                  |                                                         | [ 24 ]                                                  |
| 2005 | 48ª                                                     | Tatiane Kelen Barbosa Alves                             | Conselheiro Lafaiete                                    | 5º. Lugar                                               |                                                         | [ 25 ]                                                  |
| 2004 | 47ª                                                     | Iara Coelho Jereissati                                  | Luz                                                     | 2º. Lugar                                               |                                                         | [ 26 ]                                                  |
| 2003 | 46ª                                                     | Rafaella Tinti Borja Pinto                              | Ouro Preto                                              | Semifinalista (Top 10)                                  |                                                         | [ 27 ]                                                  |
| 2002 | 45ª                                                     | Tâmara Raíssa Ribeiro                                   | Pouso Alegre                                            |                                                         |                                                         | [ 28 ]                                                  |
| 2001 | 44ª                                                     | Fernanda Tinti Borja Pinto                              | Esmeraldas                                              | 2º. Lugar                                               |                                                         | [ 29 ]                                                  |
| 2000 | 43ª                                                     | Fernanda Soares dos Santos                              | Santo Antônio do Monte                                  | 5º. Lugar                                               |                                                         | [ 30 ]                                                  |
| 1999 | 42ª                                                     | Alessandra do Nascimento                                | Frutal                                                  | 3º. Lugar                                               |                                                         | [ 31 ]                                                  |
| 1998 | 41ª                                                     | Camila Piva Barbosa                                     | Patos de Minas                                          |                                                         |                                                         | [ 32 ]                                                  |
| 1997 | 40ª                                                     | Nayla Afonso Micherif                                   | Ubá                                                     | MISS BRASIL 1997                                        | (Não obteve classificação)                              | [ 33 ]                                                  |
| 1996 | 39ª                                                     | Daniela Oliveira Bottrel                                | Formiga                                                 | Semifinalista (Top 12)                                  |                                                         | [ 34 ]                                                  |
| 1995 | 38ª                                                     | Renata Bessa Soares                                     | Contagem                                                | MISS BRASIL 1995                                        | (Não obteve classificação)                              | [ 35 ]                                                  |
| 1994 | 37ª                                                     | Débora Patrícia Forlin                                  | Contagem                                                | 3º. Lugar                                               |                                                         | [ 36 ]                                                  |
| 1993 | A Miss Brasil foi indicada, portanto não houve disputa. | A Miss Brasil foi indicada, portanto não houve disputa. | A Miss Brasil foi indicada, portanto não houve disputa. | A Miss Brasil foi indicada, portanto não houve disputa. | A Miss Brasil foi indicada, portanto não houve disputa. | A Miss Brasil foi indicada, portanto não houve disputa. |
| 1992 | 36ª                                                     | Aliani de Paiva                                         | Sete Lagoas                                             |                                                         |                                                         | [ 37 ]                                                  |
| 1991 | O Estado não enviou candidata ao Miss Brasil 1991.      | O Estado não enviou candidata ao Miss Brasil 1991.      | O Estado não enviou candidata ao Miss Brasil 1991.      | O Estado não enviou candidata ao Miss Brasil 1991.      | O Estado não enviou candidata ao Miss Brasil 1991.      | O Estado não enviou candidata ao Miss Brasil 1991.      |
| 1990 | Não houve disputa nacional de Miss Brasil em 1990.      | Não houve disputa nacional de Miss Brasil em 1990.      | Não houve disputa nacional de Miss Brasil em 1990.      | Não houve disputa nacional de Miss Brasil em 1990.      | Não houve disputa nacional de Miss Brasil em 1990.      | Não houve disputa nacional de Miss Brasil em 1990.      |
| 1989 | 35ª                                                     | Beatriz Alvarenga                                       | São João Nepomuceno                                     | Semifinalista (Top 12)                                  |                                                         | —                                                       |
| 1988 | 34ª                                                     | Lara Lúcia Fonseca                                      | Patos de Minas                                          | 3º. Lugar                                               |                                                         | —                                                       |
| 1987 | 33ª                                                     | Kátia Viana da Costa                                    | João Monlevade                                          | 3º. Lugar                                               |                                                         | —                                                       |
| 1986 | 32ª                                                     | Marília Sales Nogueira                                  | Barbacena                                               | Semifinalista (Top 12)                                  |                                                         | —                                                       |
| 1985 | 31ª                                                     | Margareth Penna Corradi                                 | Itaúna                                                  | Semifinalista (Top 12)                                  |                                                         | —                                                       |
| 1984 | 30ª                                                     | Lêda Maria Hubinger                                     | Passos                                                  |                                                         |                                                         | —                                                       |
| 1983 | 29ª                                                     | Marisa Fully Coelho †                                   | Manhumirim                                              | MISS BRASIL 1983                                        | (Não obteve classificação)                              | —                                                       |
| 1982 | 28ª                                                     | Mônica Teixeira Cortês                                  | Além Paraíba                                            | 4º. Lugar                                               |                                                         | —                                                       |
| 1981 | 27ª                                                     | Carla Emerich de Oliveira                               | Lavras                                                  | Semifinalista (Top 12)                                  |                                                         | —                                                       |
| 1980 | 26ª                                                     | Mônica Tanus Paixão                                     | Manhumirim                                              | Semifinalista (Top 10)                                  |                                                         | —                                                       |
| 1979 | 25ª                                                     | Rejane Luiz da Silva Thomé                              | Carangola                                               | 5º. Lugar                                               |                                                         | —                                                       |
| 1978 | 24ª                                                     | Suzana Araújo dos Santos                                | Ipatinga                                                | MISS BRASIL 1978                                        | (Não obteve classificação)                              | —                                                       |
| 1977 | 23ª                                                     | Lucy Fernandes Chaves                                   | Itajubá                                                 | Semifinalista (Top 08)                                  |                                                         | —                                                       |
| 1976 | 22ª                                                     | Karla Rezende Habib                                     | Governador Valadares                                    | Semifinalista (Top 08)                                  |                                                         | —                                                       |
| 1975 | 21ª                                                     | Silvânia da Silva Lisboa                                | Belo Horizonte                                          | 5º. Lugar                                               |                                                         | —                                                       |
| 1974 | 20ª                                                     | Marly de Fátima Silva Alves                             | Montes Claros                                           | Semifinalista (Top 08)                                  |                                                         | —                                                       |
| 1973 | 19ª                                                     | Florence Gambogi Alvarenga                              | Campo Belo                                              | 3º. Lugar                                               |                                                         | —                                                       |
| 1972 | 18ª                                                     | Hilma Terezinha Nascimento                              | Ibiá                                                    | Semifinalista (Top 08)                                  |                                                         | —                                                       |
| 1971 | 17ª                                                     | Eliane Parreira Guimarães                               | Mariana                                                 | MISS BRASIL 1971                                        | 5º. Lugar                                               | —                                                       |
| 1970 | 16ª                                                     | Marilúcia Fernandes Malaquias                           | Araguari                                                | Semifinalista (Top 08)                                  |                                                         | —                                                       |
| 1969 | 15ª                                                     | Ana Maria Fajardo Côrtes                                | Além Paraíba                                            | Semifinalista (Top 08)                                  |                                                         | —                                                       |
| 1968 | 14ª                                                     | Ângela Stecca                                           | Uberlândia                                              | 2º. Lugar                                               |                                                         | —                                                       |
| 1967 | 13ª                                                     | Juliana Garcia                                          | Cataguases                                              | Semifinalista (Top 08)                                  |                                                         | —                                                       |
| 1966 | 12ª                                                     | Virgínia Barbosa                                        | Montes Claros                                           | 4º. Lugar                                               |                                                         | —                                                       |
| 1965 | 11ª                                                     | Berenice Lunardi                                        | Belo Horizonte                                          | 3º. Lugar                                               |                                                         | —                                                       |
| 1964 | 10ª                                                     | Marília de Dirceu                                       | Divinópolis                                             | Semifinalista (Top 09)                                  |                                                         | —                                                       |
| 1963 | 9ª                                                      | Edna Saraiva                                            | Carlos Chagas                                           |                                                         |                                                         | —                                                       |
| 1962 | 8ª                                                      | Sílvia Mary Mileo                                       | Belo Horizonte                                          |                                                         |                                                         | —                                                       |
| 1961 | 7ª                                                      | Staël Rocha Abelha †                                    | Caratinga                                               | MISS BRASIL 1961                                        | (Não obteve classificação)                              | —                                                       |
| 1960 | 6ª                                                      | Mercedes von Glehn                                      | Lavras                                                  | 4º. Lugar                                               |                                                         | —                                                       |
| 1959 | 5ª                                                      | Vânia Beatriz Diniz Gotlib                              | Belo Horizonte                                          | 5º. Lugar                                               |                                                         | —                                                       |
| 1958 | 4ª                                                      | Denise Guimarães Prado                                  | Belo Horizonte                                          | 3º. Lugar                                               |                                                         | —                                                       |
| 1957 | 3ª                                                      | Maria Dorotéia Antunes                                  | Juiz de Fora                                            | 2º. Lugar                                               |                                                         | —                                                       |
| 1956 | 2ª                                                      | Anelice Kjær Jacob                                      | Varginha                                                |                                                         |                                                         | —                                                       |
| 1955 | 1ª                                                      | Maria Aparecida Benz                                    | Governador Valadares                                    |                                                         |                                                         | —                                                       |

## Conquistas

### Por Cidade
| Títulos | Município              | Vitórias                                 |
| 7       | Belo Horizonte         | 1958, 1959, 1962, 1965, 1975, 2007, 2011 |
| 4       | Contagem               | 1994, 1995, 2021, 2022                   |
| 3       | Patos de Minas         | 1988, 1998, 2024                         |
| 3       | Divinópolis            | 1964, 2009, 2010                         |
| 2       | Uberaba                | 2012, 2025                               |
| 2       | Ouro Preto             | 2003, 2023                               |
| 2       | Juiz de Fora           | 1957, 2019                               |
| 2       | Ipatinga               | 1978, 2018                               |
| 2       | Ubá                    | 1997, 2015                               |
| 2       | Manhumirim             | 1980, 1983                               |
| 2       | Além Paraíba           | 1969, 1982                               |
| 2       | Lavras                 | 1960, 1981                               |
| 2       | Governador Valadares   | 1955, 1976                               |
| 2       | Montes Claros          | 1966, 1974                               |
| 1       | Varjão de Minas        | 2026                                     |
| 1       | Ituiutaba              | 2017                                     |
| 1       | Senador Firmino        | 2016                                     |
| 1       | Timóteo                | 2014                                     |
| 1       | Betim                  | 2013                                     |
| 1       | Nova Lima              | 2008                                     |
| 1       | Ervália                | 2006                                     |
| 1       | Conselheiro Lafaiete   | 2005                                     |
| 1       | Luz                    | 2004                                     |
| 1       | Pouso Alegre           | 2002                                     |
| 1       | Esmeraldas             | 2001                                     |
| 1       | Santo Antônio do Monte | 2000                                     |
| 1       | Frutal                 | 1999                                     |
| 1       | Formiga                | 1996                                     |
| 1       | Sete Lagoas            | 1992                                     |
| 1       | São João Nepomuceno    | 1989                                     |
| 1       | João Monlevade         | 1987                                     |
| 1       | Barbacena              | 1986                                     |
| 1       | Itaúna                 | 1985                                     |
| 1       | Passos                 | 1984                                     |
| 1       | Carangola              | 1979                                     |
| 1       | Itajubá                | 1977                                     |
| 1       | Campo Belo             | 1973                                     |
| 1       | Ibiá                   | 1972                                     |
| 1       | Mariana                | 1971                                     |
| 1       | Araguari               | 1970                                     |
| 1       | Uberlândia             | 1968                                     |
| 1       | Cataguases             | 1967                                     |
| 1       | Carlos Chagas          | 1963                                     |
| 1       | Caratinga              | 1961                                     |
| 1       | Varginha               | 1956                                     |
| ------- | ---------------------- | ---------------------------------------- |